# Las fieras de Tarzán
Las fieras de Tarzán (inglés: The Beasts of Tarzan) es la tercera de una serie de novelas escritas por Edgar Rice Burroughs acerca del personaje ficticio Tarzán. Esta historia fue publicada por primera vez en la revista pulp All-Story Cavalier en 1914 y editada como libro por primera vez en 1916 por A. C. McClurg & Co. 
Los derechos de autor de la obra expiraron en los Estados Unidos, razón por la cual la obra es de dominio público.

## Argumento
No mucho después que Tarzán afirmara su título hereditario de Lord Greystoke y se casase con Jane, Jack, su pequeño hijo; es secuestrado en Londres por sus antiguos enemigos de Rusia, Nikolas Rokoff  y Alexis Paulvitch. Tras una llamada anónima sobre el paradero de Jack, Tarzán cae en la trampa de Rokoff y está preso a bordo de un buque que transporta a Jack. Jane, por temor a que Tarzán termine cayendo en una trampa, lo sigue y también se encuentra en las garras Rokoff a bordo del barco. Rokoff zarpa a África, a la larga abandona a Tarzán en una isla cerca de la costa africana y le dice a Tarzán que Jack se quedará con una tribu caníbal y será criado como uno de los suyos.
Utilizando su habilidad e inteligencia primitiva, Tarzán gana la ayuda de Sheeta, la pantera , una tribu de grandes simios dirigida por el inteligente Akut, y el guerrero nativo Mugambi. Con su ayuda, Tarzán llega a la parte continental, mata a Rokoff, y sigue la pista de su esposa e hijo. Paulvitch, el otro villano, es dado por muerto, pero logra escapar a la selva.

## Personajes
- Tarzan/Lord John Greystoke: Protagonista del libro. Aunque de origen noble se crio en la selva por los Mangani, una raza casi extinta de monos de gran tamaño; en este libro está casado con Jane Porter y tienen un hijo llamado Jack
- Jane Porter: Esposa de Tarzan.
- Sheeta: Pantera domesticada por Tarzan
- Akut: Simio que ayuda a Tarzan a salir de la isla con ayuda de Sheeta.
- Mungambi: Guerrero negro que encontró Tarzan en una isla, al principio intenta matar a Tarzan pero luego se vuelve su amigo

## Adaptación en cómics
El libro ha sido adaptado en forma de cómic por Gold Key Comics en Tarzán No. 157, de enero de 1967, con guion de Gaylord DuBois e ilustrado por Russ Manning.